# ارتوراس کارنیشواس
ارتوراس کارنیشواس (انگلیسی: Artūras Karnišovas؛ زادهٔ ۲۷ آوریل ۱۹۷۱) بازیکن بسکتبال اهل لیتوانی است.
از باشگاه‌هایی که در آن بازی کرده‌است می‌توان به باشگاه بسکتبال المپیاکوس و باشگاه بسکتبال بارسلونا اشاره کرد.
وی در مسابقات کشوری و بین‌المللی در مجموع برندهٔ ۱ مدال نقره، ۲ مدال برنز شده‌است.